# Riera de Miró
La Riera de Miró és un curs fluvial del terme de Reus a la comarca del Baix Camp, actualment desviat. També se n'hi diu Rambla de Miró.
S'aplica al tram, actualment via urbana, entre la Munta-i-baixa o plaça de Pompeu Fabra, i el camí de Tarragona. El tram des del camí de Valls i el camí de Tarragona es va anomenar també Rambla de Mazzini, i, a partir de 1939, Riera d'Aragó, nom que encara conserva. La família dels Miró posseïa una gran extensió d'horts per les proximitats de la riera.
És la prolongació de l'antic Torrent de la Vila, nom que ara correspon al barranc dels Cinc Ponts. A l'alçada de la plaça de Pompeu Fabra, el curs va ser desviat els anys 1854-1855, quan era alcalde Joan Martell, a través del barranc dels Gossos cap a la riera de la Beurada, per a evitar que els aiguats deixessin sense connexió amb la ciutat el barri de "l'Isla", que es deia així precisament per quedar aïllat quan baixava la riera.
Des d'antic, pel subsòl de la Riera hi baixa la Mina de l'Aigua Nova.